# Vuilpoort
De Vuilpoort of Gevangenpoort was een laatmiddeleeuwse stadspoort in de Zuid-Hollandse stad Dordrecht aan het westelijke einde van de Voorstraat, naast de Leuvebrug, bij het begin van de Suikerstraat. De poort stond schuin tegenover de Grote Kerk, aan de overzijde van Voorstraatshaven. Oorspronkelijk was het een waterpoort, die uitkeek over de rivier ter hoogte van de huidige Bomhaven. Toen in de jaren 1570 de buurt rond Sint-Adriaan (de huidige Prinsenstraat) bij de stad werd getrokken, werd direct voor de Vuilpoort een nieuwe stadspoort gebouwd, die bekend kwam te staan als Kleine of Nieuwe Vuilpoort, ter onderscheiding van Grote of Oude Vuilpoort. De Oude Vuilpoort werd in de 19e eeuw afgebroken.

## Naam en situering

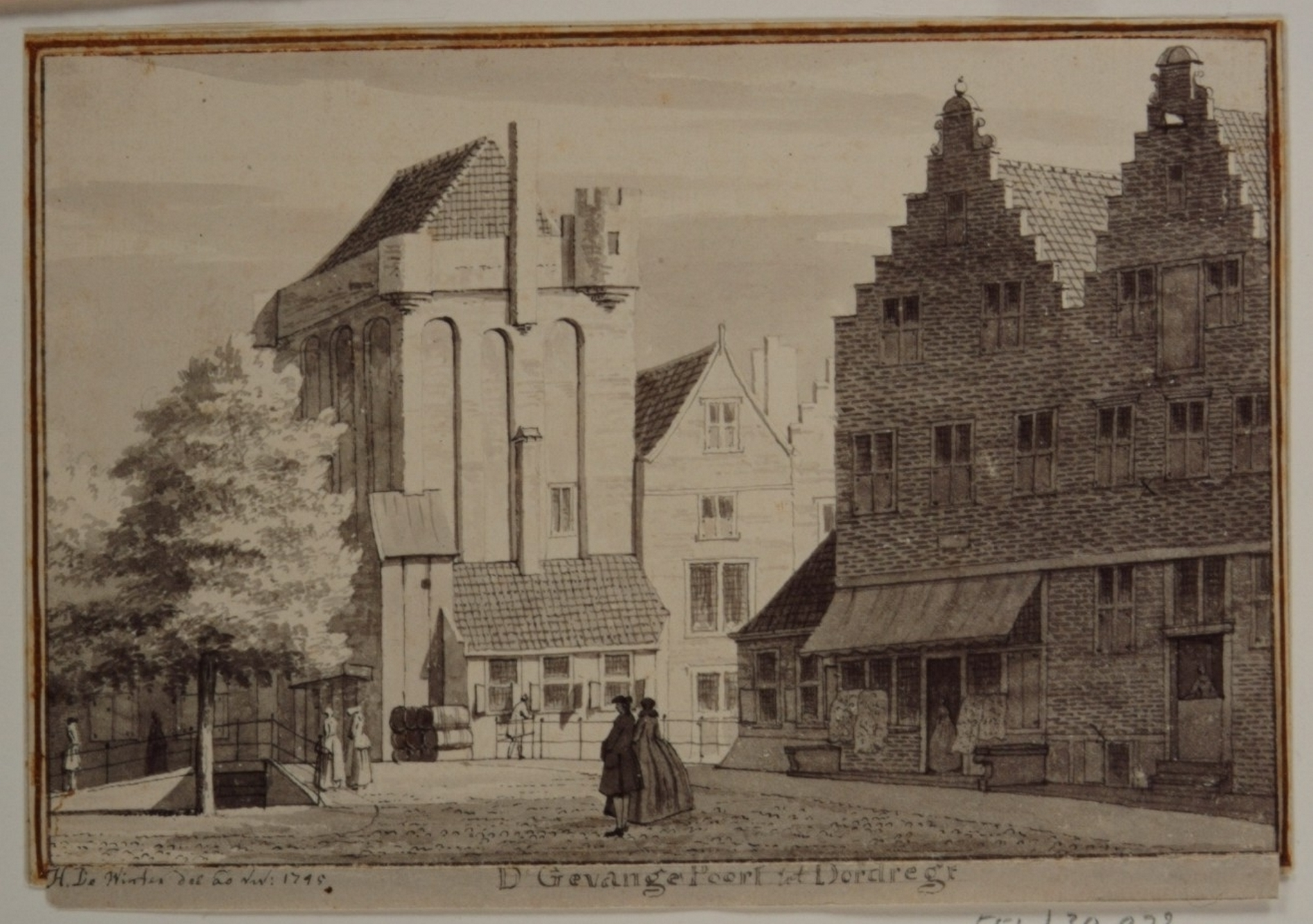
Hendrik de Winter, Vuilpoort of Gevangenpoort met Leuvebrug, 1745, RAD, inv. 551_30072

Voor zover bekend is de vroegste vermelding "vulepoert" uit 1386. Rond dezelfde tijd wordt ook de term "gevanghen toren" (1390) gebruikt. Mogelijk werd met deze toren de oude "Stenen toren" bedoeld die al in de oudste stadsrekeningen van 1283-1287 wordt genoemd en was de Vuilpoort in deze tijd een simpele doorgang door de stadsmuur naast de toren. De Stenen toren kan in de jaren 1280 zijn gebouwd, want in 1284 zijn metselaars aan het werk "anden torre", waarmee waarschijnlijk deze toren wordt bedoeld. De toren wordt in andere documenten gesitueerd "jeghens dat kerchof" ("tegenover het kerkhof") (1290) en "up die Melcbrigge" (1323), een oude naam van de Leuvebrug.
Volgens stadsarchivaris Van Dalen had Vuilpoort niets met "vuil" te maken, omdat de oude naam "Vulpoort" was. Volgens sommigen zou dit verwijzen naar het vullen of vollen van lakense stoffen. "Vul" is in het middeleeuwse Nederlands echter een gebruikelijke spelling van "vuyl" of "vuul". Het is daarom waarschijnlijk dat met "Vuil ook inderdaad vuil" wordt bedoeld, maar de precieze betekenis hiervan is onzeker. Er kan verwezen worden naar de leprozen en andere mensen die niet in de stad gewenst waren en gedwongen buiten de stadspoort woonden in de buurt rond de Sint-Adriaanskerk. Een andere mogelijkheid is dat hier een vuilstortplaats was, waar in de 15e eeuw een eind aan werd gemaakt.

## Het gebouw
In 1438, als de oude Stenen toren intussen is afgebroken, wordt er melding gemaakt van "de ghevangen toern die men noemt die vulpoort". Dit kan erop wijzen dat kort ervoor de Vuilpoort is gebouwd, oftewel het grote poortgebouw zoals dat bekend is van latere afbeeldingen. Ook in de 16e eeuw werden beide namen nog door elkaar gebruikt. Na de bouw van de Nieuwe Vuilpoort raakte de naam Gevangenpoort in zwang (oudste vermelding 1620). De omgeving van de poort werd in deze tijd Vuilpoorts(ge)buurte genoemd.
In 1632 werd de doorgang verbreed om het verkeer meer ruimte te geven. Na de verkoop van de Vuilpoort aan particulieren in 1646 werd het gebouw verbouwd tot woningen en korenzolders.
Na 1800 is de Vuilpoort uit het stadsbeeld verdwenen. Kort voor 1804 werd hij grotendeels afgebroken en kwam er een modern woonhuis voor in de plaats, waar later een ijzerwinkel met adres Leuvebrug 3 was gevestigd. De doorgang bleef bestaan en heette nog tot ver in de 19e eeuw Gevangenpoort. Het is onbekend of bij deze nieuwbouw oud muurwerk van de Vuilpoort is blijven staan. In 1894-1895 werd de doorgang van de Voorstraat naar de Prinsenstraat verbreed door de afbraak van de woning boven de Gevangenpoort en het pand op Prinsenstraat 2 ten zuiden ervan. De Nieuwe Vuilpoort was al in 1864 afgebroken. De voormalige ijzerwinkel die op de fundamenten van de oude poort cq. toren was gebouwd werd ten slotte in 1930-1931 gesloopt, als voorbereiding op de bouw van de nieuwe Leuvebrug, die in 1937 met beeldhouwwerken van Hildo Krop werd geopend.

## Functie als gevangenis

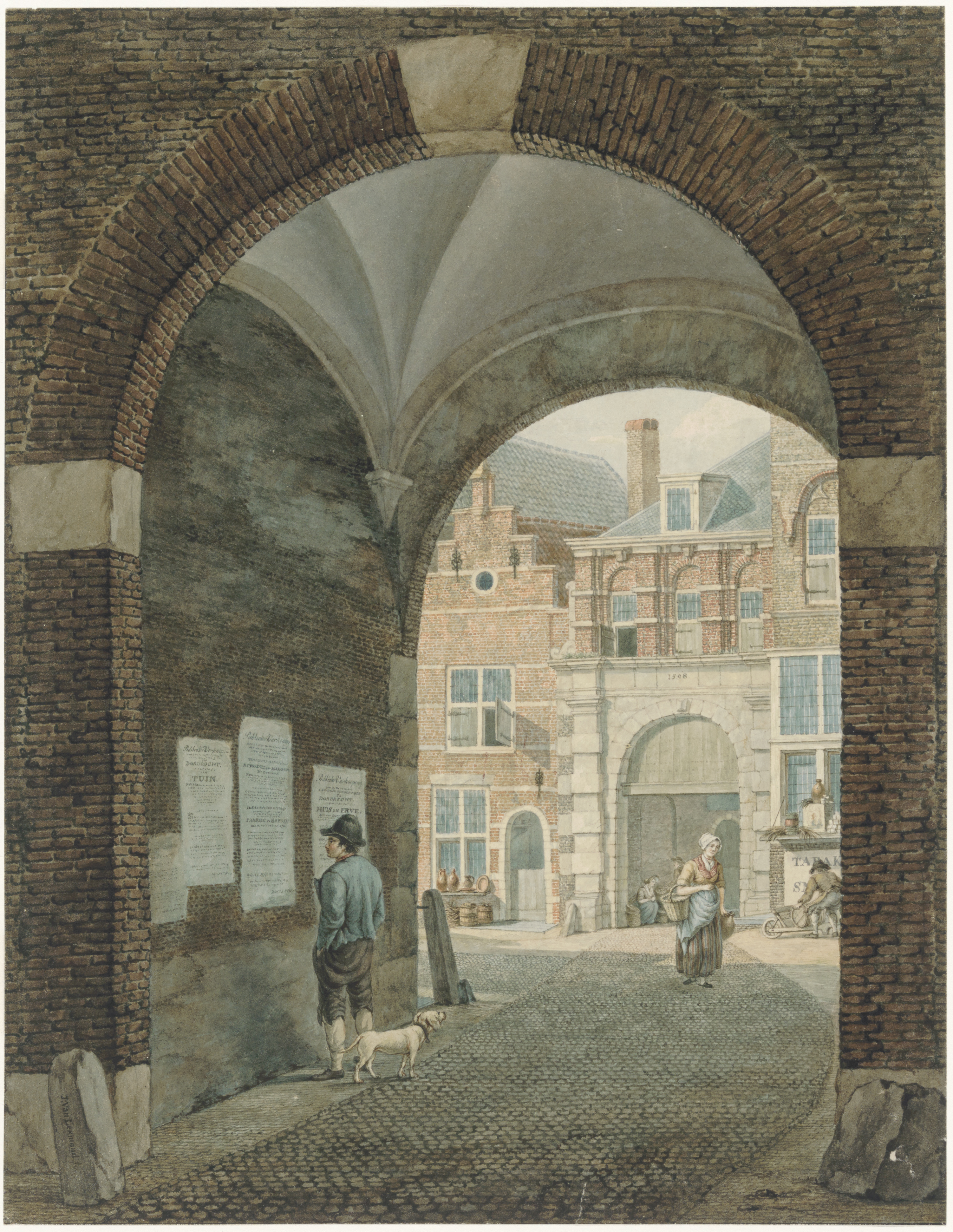
Johannes van Lexmond, Gezicht door de Oude Vuilpoort naar de Nieuwe Vuilpoort, begin 19e eeuw, RAD, inv. 552_231988

Er bestaat enige onduidelijkheid over de vraag in hoeverre de Vuilpoort een regionale of een stedelijke gevangenis was. Er was in elk geval een kamer voor de baljuw, de vertegenwoordiger van de graaf, wat erop wijst dat in de Vuilpoort vooral gevangenen werden opgesloten van zaken waar de baljuw bij betrokken was. Verder waren er martelwerktuigen om de noodzakelijke bekentenissen af te dwingen. In 1564 is er sprake van "scoeninx gevangenen" die in de Vuilpoort verbleven. In de 16e eeuw zat hier de moordenaarsfamilie Schmidt (1538) gevangen, evenals de doopsgezinde schilder Jan Woutersz. van Cuyck (1572) die om zijn geloof werd omgebracht. De "gijzelkamer" waar mensen werden opgesloten die hun schulden niet konden inlossen, bevond zich in en later naast de Puttoxtoren bij de Groothoofdspoort, aan het andere einde van de stad.
Het eventuele onderscheid tussen regionale en stedelijke gevangenis verdween in 1646. In dat jaar werd de Vuilpoort verkocht aan de "waert in 't Hert ende hebben het gevangenhuys getransporteert ende gemaeckt boven het Stadthuys", zoals Pieter van Godewijck in zijn kroniek schreef. De gevangenis verhuisde naar de verdieping van het stadhuis, waar nieuwe cellen werden getimmerd, die nog altijd aanwezig zijn. De diefput of "Leeuwenkuil" kwam in de kelder van het stadhuis. Hier werden personen opgesloten die in de stad voor overlast zorgden.
In 1698 wordt melding gemaakt van "gecondemneerden ende gedetineerden op de voorpoort deser stede". Het woord "voorpoort" wordt in meerdere publicaties beschouwd als een toespeling op de Vuilpoort, hoewel die toen geen gevangenis meer was. "Op de voorpoort" was toen echter een algemeen gebruikelijke uitdrukking voor "in de gevangenis".

## Van buurtschap tot voorstad

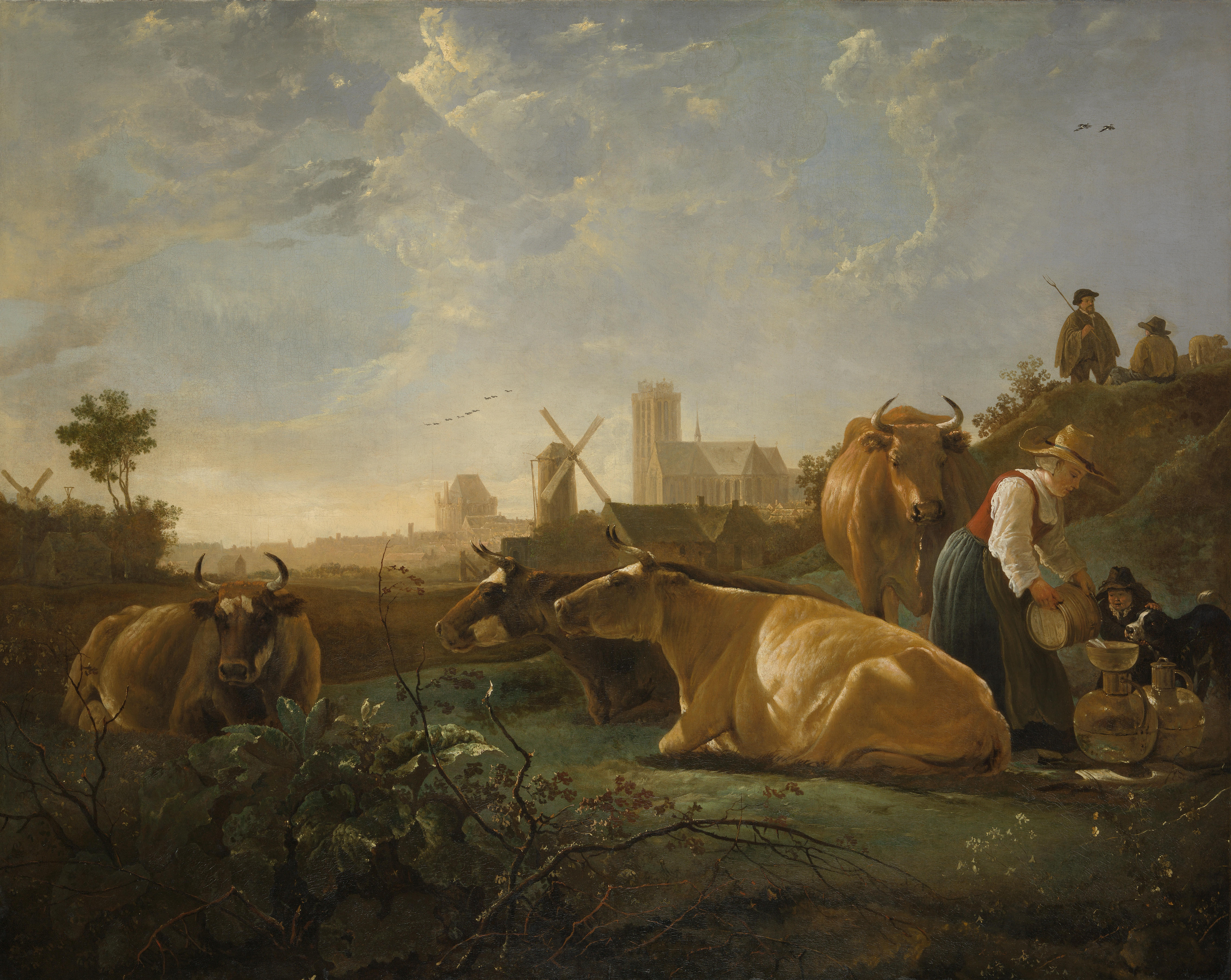
Aelbert Cuyp, Gezicht op Dordrecht met de Grote Kerk en de Vuilpoort ('The Large Dort'), ca. 1650, National Gallery, Londen

In zijn beschrijving van Dordrecht uit 1677 omschreef Matthijs Balen de Vuilpoort als een poort die oorspronkelijk op de grens van water en land stond en daardoor tegelijk een waterpoort en een landpoort was: "De Oude Vulpoort, die wel eer an den Grooten Waard een Land-Poort, en met eenen de Stroom Merwede een Water-Poort verstrekte, was angehecht een Dijk daar veel Land aan grensde." De huidige Oude Maas werd destijd Merwede genoemd. Toen na de "S. Elizabets nacht in 't Jaar 1421" de Grote Waard verloren ging, bleef het gedeelte van de dijk dat direct aan de Vuilpoort grensde, behouden. Volgens Balen bevond zich daar sinds de 14e eeuw een "Voor-Stedeken, Buurt en Parochie" met de Sint-Adrianuskerk, het leprooshuis ("zieken of Lazarus-Huys") en de "Kapelle van den Dorren-boom".
De Sint-Adriaansparochie ontstond echter pas in 15e eeuw. Daarvoor behoorde de voorstad tot de parochie Erkentrudekerke (ook Tolloysen genoemd) in de Grote Waard. Deze kerk, die was gewijd aan de heilige Nicolaas, behoorde tot het bezit van het kapittel van Sint-Jan in Utrecht. De bewoners van de buurtschap "Vulport" hadden kort voor 1357 op eigen initiatief een aan de heilige Adriaan gewijde kapel gesticht, tot ongenoegen van de parochiekerk. Omdat na de Sint-Elizabethsvloed de buurt bij de Vuilpoort nog het enige bewoonbare deel van de parochie was en de oorspronkelijke parochiekerk van Erkentrudekerke moest worden opgegeven, werd de Sint-Adrianuskapel in het "burscapium appellatum Vuulpoert" in 1452 verheven tot parochiekerk. Volgens Balen kreeg de kerk in 1453 als relikwie een stukje bot van een arm van de heilige, inclusief bewijs van echtheid.
Dit voorstadje brandde in 1528 af, maar werd grotendeels hersteld. Alleen het terrein dicht bij de stad werd onbebouwd gelaten. De Sint-Adrianuskerk werd in 1572 door de watergeuzen verwoest. Kort hierna werd de voorstad bij de stad getrokken. De stadsgracht werd verlengd en er kwam een nieuw stuk stadsmuur met poortgebouw, de Nieuwe Vuilpoort. Vanaf omstreeks 1618 verrezen hier "Fraaye aanzienlikke Huyzen". Ter vervanging van de oude en minder fraaie namen Slikveld en "Verkens-Oord", werden de nieuwe namen "Prince-Straat" en "inde Vuyl-Poort" bedacht. Deze uitbreiding werd ook wel de "ingetogen voorstad" genoemd.

## Geschiedenis
Op 6 september 1481 vond de Inname van Dordrecht plaats onder Jan III van Egmont. Deze verstopte zich met zijn manschappen in drie rijshoutschepen, om via de Vuilpoort Dordrecht ongemerkt binnen te komen. Eén jaar later, op 24 april 1482 probeerde een groep Hoeken de situatie weer te herstellen. Ze werden echter tegengehouden en Maximiliaan van Oostenrijk gaf opdracht een aantal van hen te onthoofden en hun hoofden bij de Vuilpoort op staken te plaatsen. In 1567 heerste de pest in de stad, vooral buiten de Vuilpoort vielen er vele doden.
In april 1572 stond graaf van Bossu voor de Vuilpoort met zijn Spaanse garnizoen. Burgemeester Arent van der Mijle ging echter op de muur van de poort staan om te verkondigen dat Bossu en zijn mannen de toegang werd geweigerd, waarna Bossu naar Rotterdam trok en het daar uit de hand liep. In juni 1572 liep het minder goed af, toen kwam Dirk Wor met zijn Geuzen plunderen tot aan de poort.

## Afbeeldingen
Omdat de forse Vuilpoort op een prominente plaats bij de Grote Kerk stond, is hij sinds het einde van de 15e eeuw vaak afgebeeld op stadsgezichten, onder andere door Aelbert Cuyp en Jan van Goyen. Gedetailleerde tekeningen van de poort in de stedelijke context zijn veel zeldzamer. Op de kaart van Jacob van Deventer uit 1550 staat de poort – kennelijk met een voorpoort – als een van de grootste, samen met de Groothoofdspoort, afgebeeld.

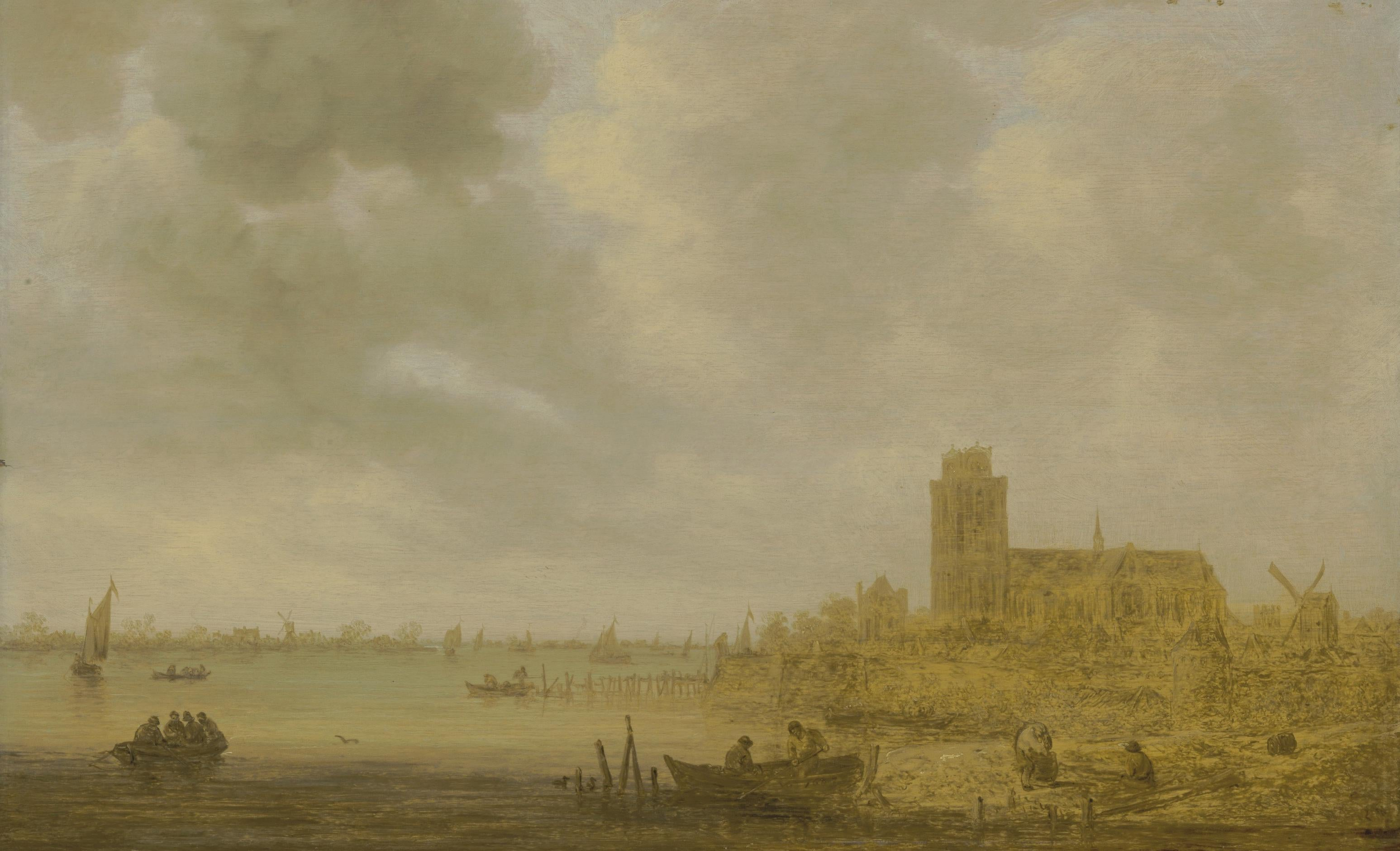
Jan van Goyen, Gezicht op Dordrecht, 1643, particuliere verzameling (veiling Christie's)
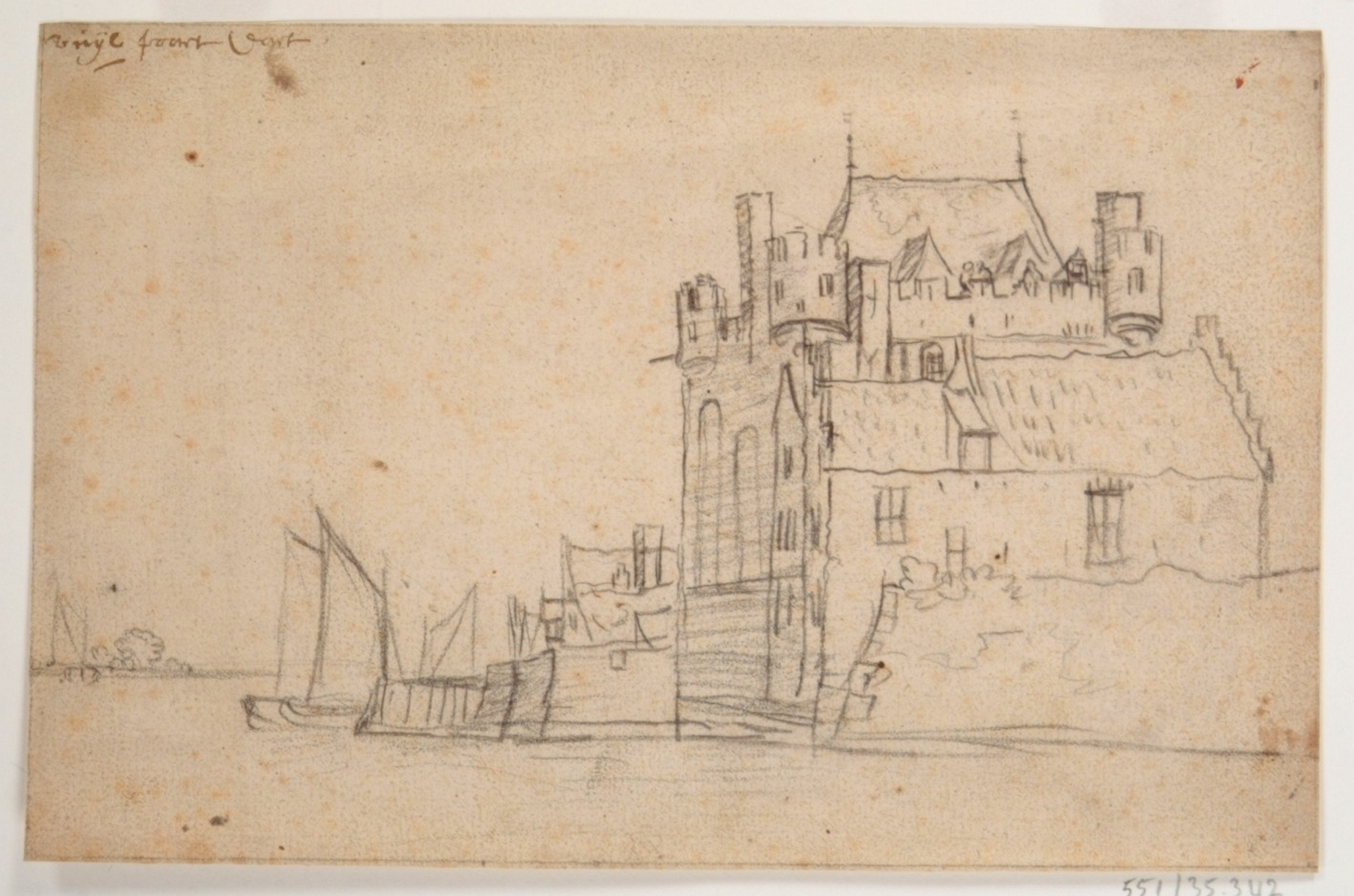
Anonieme tekening uit ca. 1650 (?): Vuilpoort vanaf de Leuvehaven, gecombineerd met een gezicht op de rivier, RAD, inv. 551_35342
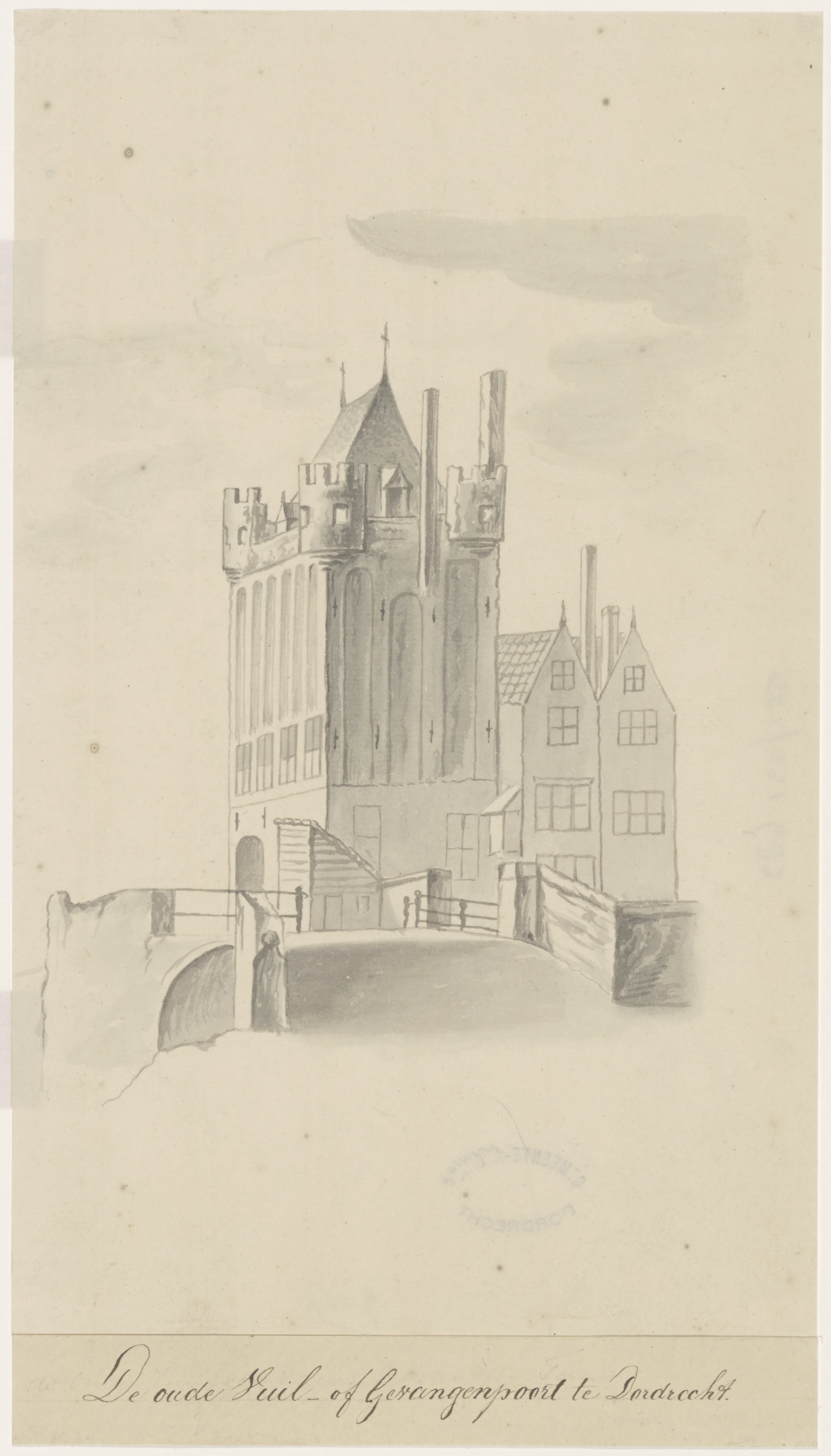
Anoniem, Vuilpoort of Gevangenpoort met Leuvebrug, ca. 1700, RAD, inv. 552_231683
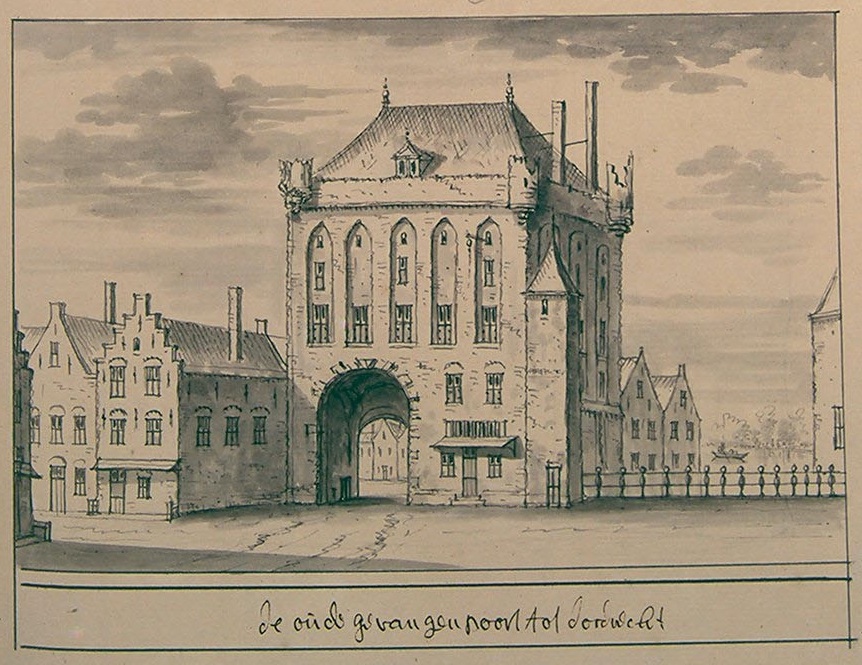
Vuilpoort in de Atlas Schoemaker, begin 18e eeuw, kopie naar een oudere tekening